# Eigg
Eigg (Schots-Gaelisch: Eige) is een klein eiland van de Binnen-Hebriden en valt bestuurlijk onder Highland (Schotland).
Eigg ligt ten zuiden van Isle of Skye en ten noorden van het schiereiland Ardnamurchan. Dit Schotse eiland is circa 9 kilometer lang en 5 kilometer breed. Met een oppervlakte van 31 km² is Eigg het op een na grootste eiland van de kleine eilandengroep, waarvan buureiland Rum het grootste is.
Het eiland heeft (in 2012) 90 inwoners. Toerisme is een belangrijke bron van inkomsten. Er zijn twee veerverbindingen naar het eiland: een vanuit Mallaig en een vanuit Arisaig.

## Duurzaam elektriciteitsnetwerk
Sinds 1 februari 2008 heeft Eigg een eigen en onafhankelijk elektriciteitsnetwerk: de stroom wordt volledig duurzaam opgewekt, door een combinatie van zonnecellen, windturbines en waterkracht. Deze combinatie kan in 98% van de tijd voldoende stroomproductie garanderen, in combinatie met accu's. Incidenteel kan een dieselgenerator bijspringen. De bewoners hebben zichzelf verplicht niet meer dan 5 kW per huishouden af te nemen; bedrijven mogen maximaal 10 kW afnemen.
Ook op andere punten is het eiland zo duurzaam mogelijk gemaakt, onder andere door alle woningen zeer goed te isoleren, gebruik van zonnecollectoren etc.